# Crowded House
Crowded House là một ban nhạc rock thành lập ở Melbourne, Úc năm 1985. Các thành viên ban đầu gồm Neil Finn, Paul Hester, Nick Seymour. Sau này nhóm có sự tham gia của Tim Finn, Mark Hart và Matt Sherrod.

## Danh sách album

### Album phòng thu
- Crowded House (1986)
- Temple of Low Men (1988)
- Woodface (1991)
- Together Alone (1993)
- Time on Earth (2007)
- Intriguer (2010)